# Wybuch gazu w Poznaniu (2018)
Wybuch gazu w Poznaniu – celowo spowodowany wybuch miał miejsce 4 marca 2018 w kamienicy przy ul. 28 czerwca 1956 r. w dzielnicy Poznania – Dębcu. W jego wyniku śmierć poniosło 5 osób, 21 zostało rannych, a zawaleniu uległa część kamienicy. W gruzach odnaleziono piąte ciało – kobiety, która została zamordowana przed wybuchem przez swojego męża Tomasza J.

## Przebieg
Do wybuchu doszło w niedzielę przed godziną 8:00 w 4-kondygnacyjnej kamienicy przy ulicy 28 Czerwca. W wyniku eksplozji zawaliły się dwa piętra. W budynku mieszkało łącznie 61 osób w 18 mieszkaniach (4 z nich zostały doszczętnie zniszczone). Według ustaleń w momencie wybuchu znajdowało się tam 40 mieszkańców. W akcji ratowniczej uczestniczyło ponad 100 strażaków – łącznie 30 zastępów straży pożarnej. Na miejscu pracowały także jednostki specjalistyczne z Warszawy i Łodzi.
Przyczyną katastrofy okazał się wybuch gazu, do którego umyślnie doprowadził mieszkaniec kamienicy Tomasz J. w celu zatarcia śladów popełnienia przez niego morderstwa żony. W październiku 2020 Tomasz J. został prawomocnie skazany na karę dożywotniego pozbawienia wolności. O wyjście z zakładu karnego będzie mógł ubiegać się po upływie 30 lat.